# Olivera Vukčević
Pour les articles homonymes, voir Vukčević.
Olivera Vukčević, née le 6 mars 1995 à Podgorica, est une handballeuse monténégrine.
Elle est la sœur cadette de la gardienne internationale monténégrine, Marina Rajčić.

## Carrière
En décembre 2014, elle s'engage avec Metz Handball pour la fin de la saison 2014-2015. En avril 2015, elle participe à la victoire en coupe de France face au HBC Nîmes (victoire 24-24, 4 tirs au but à 2).
En 2015-2016, elle est empêchée de jouer par des problèmes administratifs et quitte Metz Handball au mois de janvier pour rejoindre le club  hongrois d'Érdi VSE.

## Palmarès
compétitions nationales
- vainqueur de la coupe de France en 2015 (avec Metz Handball)
- finaliste de la coupe de Hongrie en 2016[4] (avec Érdi VSE)